# Сергеевка (Молдова)
Сергеевка (рум. Sergheuca, Сергеука) — село в Дрокиевском районе Молдавии. Наряду с селом Первомайское входит в состав коммуны Первомайское.

## География
Село расположено на высоте 152 метров над уровнем моря.

## Население
По данным переписи населения 2004 года, в селе Сергеука проживает 83 человека (38 мужчин, 45 женщин).
Этнический состав села:
| Национальность | Число жителей | Процентный состав |
| -------------- | ------------- | ----------------- |
| молдаване      | 79            | 95.18             |
| украинцы       | 4             | 4.82              |
| Всего          | 83            | 100%              |